# Хвалынский бульвар
Хвалы́нский бульвар — бульвар длиной 600 метров в Юго-Восточном административном округе города Москвы на территории района Выхино-Жулебино. Расположен между Лермонтовским проспектом и Привольной улицей.

## Происхождение названия
Назван 17 января 1995 года по райцентру Саратовской области г. Хвалынск (основан в 1556 г.), который получил название по одному из древних наименований Каспийского моря — Хвалынское. Бывший проектируемый проезд № 719.

## Описание
Хвалынский бульвар — это прямая улица длиной 600 метров, начинающаяся перпендикулярно Лермонтовскому проспекту. Непосредственно у их пересечения располагается станция метро «Лермонтовский проспект». Въезд на улицу сопровождается парой высотных домов по обеим сторонам. Далее слева находится ОВД «Жулебино». Центр улицы пересекается с Жулебинским бульваром. На этом пересечении управа района иногда проводит торжественные мероприятия (вся улица при этом перекрывается). Здесь же находится памятник лётчикам 108-го гвардейского штурмового авиаполка, который в годы ВОВ располагался на территории района. В завершении бульвара слева находится пожарное депо, а справа — поликлиника № 142. Заканчивается Хвалынский бульвар светофором, упираясь в коттеджи Привольной улицы.

## Транспорт
Ближайшие станции метро — «Лермонтовский проспект» и «Косино». Ближайшие железнодорожные станции — «Косино» и «Ухтомская».
Улица асфальтирована, движение по улице двухрядное, двухстороннее.
- Остановка «Хвалынский бульвар, 5»:

Автобус: № 177 — к станции метро «Выхино».
- Остановка «Хвалынский бульвар»:

Автобус: № 177 — к станции метро «Выхино».

## Галерея
| - «Детская городская поликлиника № 143 Департамента здравоохранения города Москвы» Филиал № 4. Бывшая детская городская поликлиника № 142 - АТС № 705 и № 706 в коде 495 Центра услуг связи (ЦУС) «Жулебино» ПАО «МГТС» - Отделение полиции (ОМВД России по району Жулебино) |